# Holowesko / Citadel p/b Hincapie Sportswear/Saison 2016
Dieser Artikel listet Erfolge und Fahrer des Radsportteams Holowesko / Citadel p/b Hincapie Sportswear in der Saison 2016 auf.

## Erfolge in der UCI America Tour
| Datum           | Rennen                          | Kat. | Sieger          |
| --------------- | ------------------------------- | ---- | --------------- |
| 24. April       | 4. Etappe Joe Martin Stage Race | 2.2  | Travis McCabe   |
| 6. Mai          | 2. Etappe Tour of the Gila      | 2.2  | Travis McCabe   |
| 2. August       | 2. Etappe Tour of Utah          | 2.HC | Robin Carpenter |
| 4. August       | 4. Etappe Tour of Utah          | 2.HC | Travis McCabe   |
| 1.–5. September | Gesamtwertung Tour of Alberta   | 2.1  | Robin Carpenter |
| 10. September   | The Reading 120                 | 1.2  | Oscar Clark     |
|                 | Teamwertung UCI America Tour    |      |                 |

## Zugänge, Abgänge
| Zugänge                  | Team 2015          | Abgänge        | Team 2016                                  |
| ------------------------ | ------------------ | -------------- | ------------------------------------------ |
| Brendan Rhim (ab 1. Mai) | Neoprofi           | Joseph Schmalz | Elevate Pro Cycling p/b Bicycle World      |
| Travis McCabe            | Team SmartStop     | Toms Skujiņš   | Cannondale Pro Cycling Team                |
| Andrei Krasilnikau       | Minsk Cycling Club | Dion Smith     | ONE Pro Cycling                            |
|                          |                    | Tyler Magner   | UnitedHealthcare Professional Cycling Team |

## Mannschaft
| Teamkader 2016                            | Teamkader 2016    | Teamkader 2016     | Teamkader 2016                          |
| Name                                      | Geburtsdatum      | Land               | Vorheriges Team                         |
| ----------------------------------------- | ----------------- | ------------------ | --------------------------------------- |
| Mac Brennan                               | 15. Juli 1990     | Vereinigte Staaten |                                         |
| Miguel Bryon                              | 10. Januar 1995   | Vereinigte Staaten |                                         |
| Robin Carpenter                           | 20. Juni 1992     | Vereinigte Staaten | Chipotle-First Solar Development (2012) |
| Oscar Clark                               | 20. Februar 1989  | Vereinigte Staaten | Realcyclist.com (2011)                  |
| Andžs Flaksis                             | 18. März 1991     | Lettland           | Rietumu-Delfin (2014)                   |
| Jonathan Hornbeck                         | 30. Oktober 1989  | Vereinigte Staaten |                                         |
| Charles Hough                             | 27. Januar 1995   | Vereinigte Staaten |                                         |
| Andrei Krasilnikau                        | 25. April 1989    | Belarus            | Minsk Cycling Club (2015)               |
| Joseph Lewis                              | 13. Januar 1989   | Australien         | Trek Livestrong U23 (2011)              |
| Travis McCabe                             | 12. Mai 1989      | Vereinigte Staaten | SmartStop (2015)                        |
| Brendan Rhim                              | 19. Dezember 1995 | Vereinigte Staaten |                                         |
| Robbie Squire                             | 1. April 1990     | Vereinigte Staaten | Jamis-Hagens Berman (2014)              |
|                                           |                   |                    |                                         |
| Quellen: ProCyclingStats Cycling Archives |                   |                    |                                         |

Anmerkung: Mac Brennan